# Bádames
Bádames es la capital del municipio de Voto (Cantabria, España). La localidad se encuentra en el centro del municipio, junto al curso del río Clarín. Dista 52,5 km de Santander y se halla a 28 m s. n. m. En 2023, Bádames contaba con una población de 627 habitantes (INE).